# Désastre du K2 (1986)

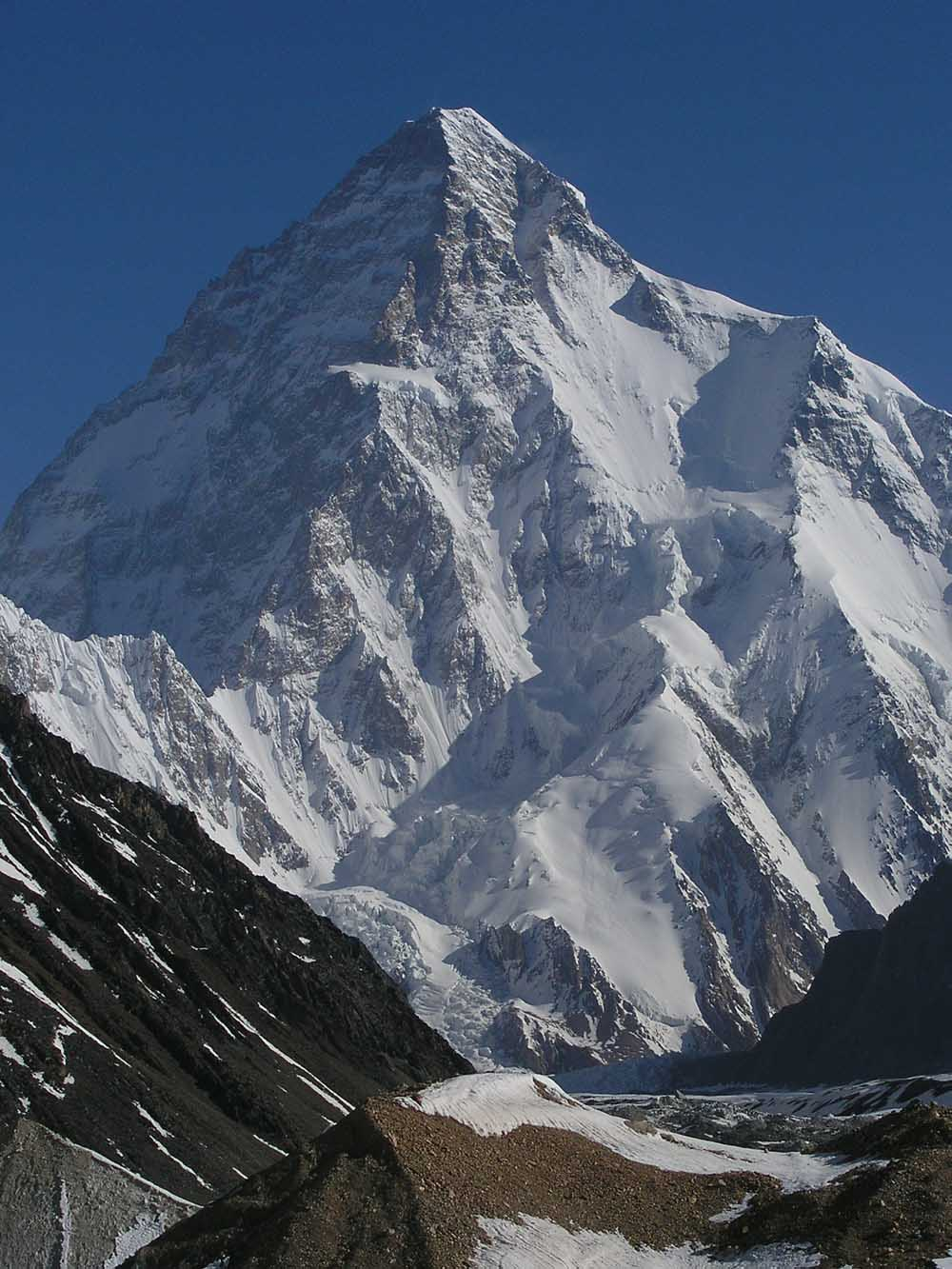
Le versant sud du K2 vu depuis Concordia.

Le désastre du K2 est une série d’évènements tragiques qui – entre les mois de juin et août 1986 – cause la mort de treize alpinistes impliqués dans plusieurs tentatives d'ascension du K2.

## Situation au camp de base
À partir du mois de juin 1986, quatorze expéditions sont engagées dans des tentatives d'ascension du K2. Trois expéditions se dirigent vers le sommet par la voie normale le long de l'éperon des Abruzzes : une expédition franco-internationale conduite par Maurice Barrard, une expédition sud-coréenne organisée en style « classique » avec des bouteilles d'oxygène, et une expédition autrichienne. Trois autres expéditions empruntent l'éperon sud-sud-ouest le long de la Magic Line : une expédition solitaire de Renato Casarotto, une expédition américaine et une expédition polonaise. L'expédition italienne Quota 8000 dispose des autorisations pour les deux voies d'ascension. Une expédition britannique, conduite par Alan Rouse, tente l'ascension par l'arête nord-ouest ; une expédition internationale dirigée par Karl Herrligkoffer entreprend l'ascension par la face sud ; une seconde expédition américaine vise à gravir la face nord, depuis le versant chinois. À ces expéditions s'ajoutent certains groupes « indépendants », rattachés aux principales expéditions. L'un est composé de deux grimpeurs basques, Mari Abrego et Josema Casimiro ; un autre, rattaché à l'expédition italienne, est composé de l'alpiniste et réalisateur de documentaires autrichien Kurt Diemberger et de sa compagne de cordée, la Britannique Julie Tullis ; un troisième groupe, composé des Suisses Beda Fuster et Rolf Zemp, est rattaché à l'expédition d'Herrligkoffer ; enfin Tomo Cesen tente l'ascension en solitaire.

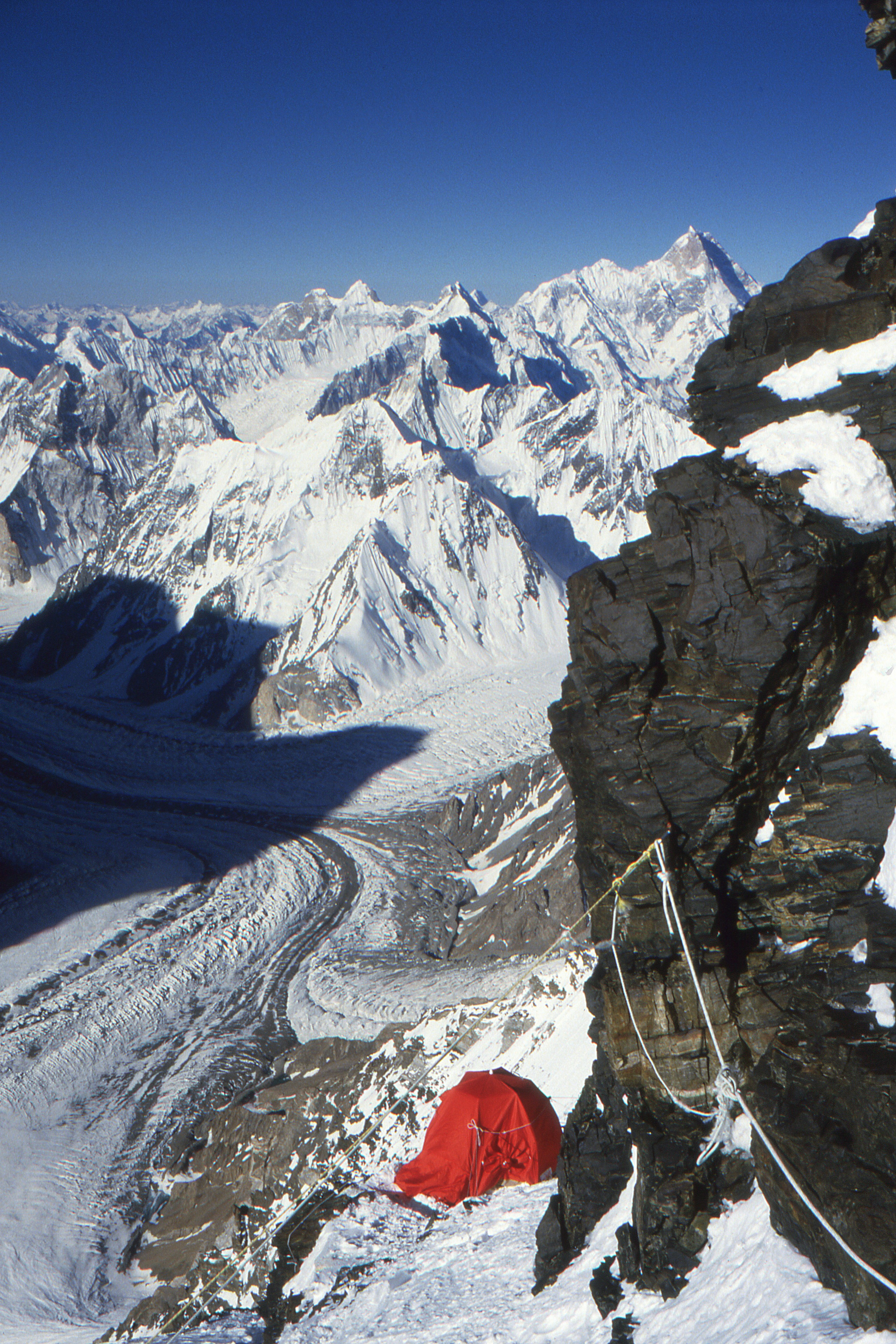
Photo du Camp 2, le 7 avril 1986.
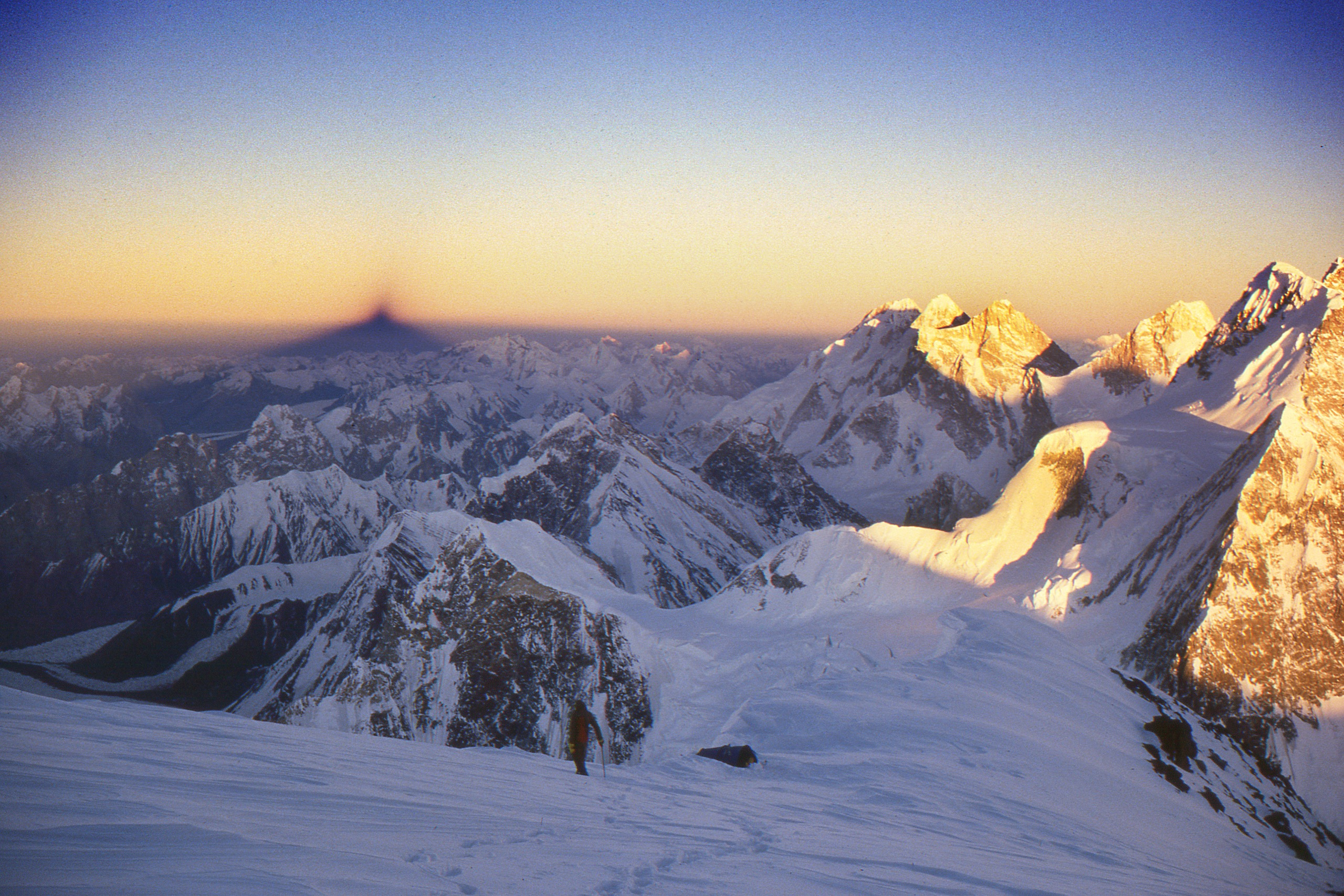
Photo de la descente, le 5 juillet 1986
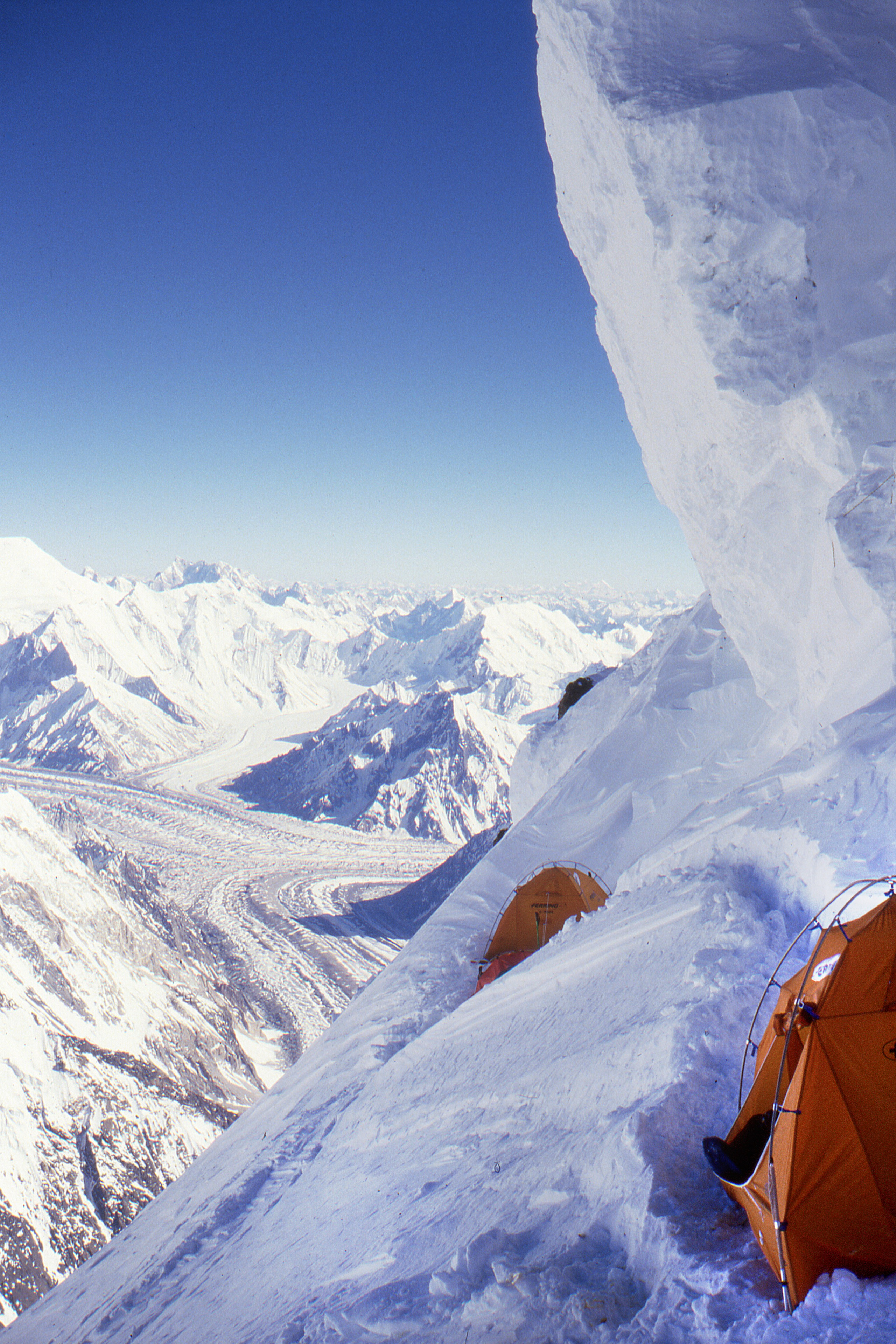
Photo du Camp 4, le 4 juillet 1986
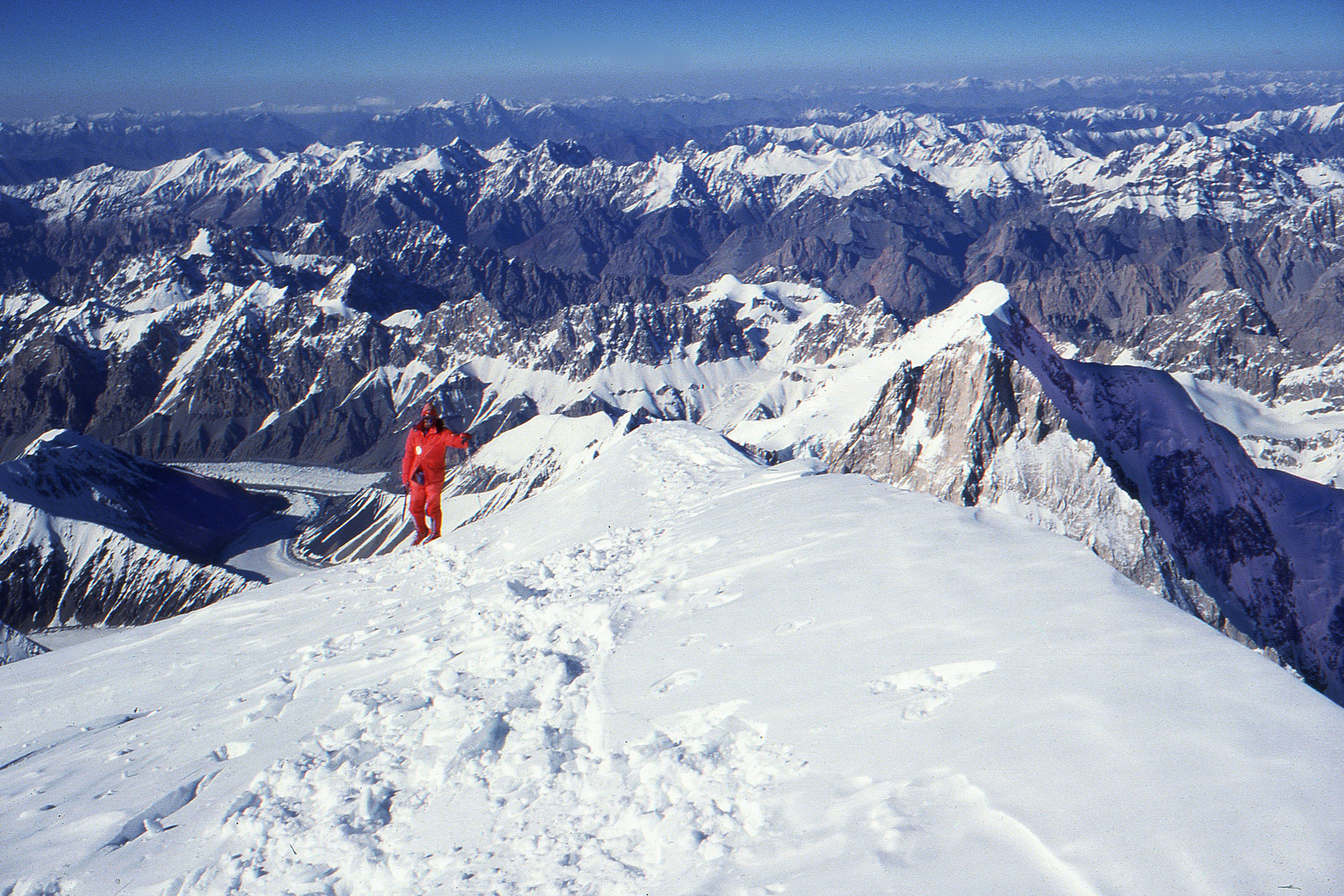
Photo de la montée, le 5 juillet 1986

## Accident de l’expédition américaine
Le premier accident a lieu dans la matinée du 21 juin. Une cordée américaine, engagée sur la Magic Line, est prise dans une avalanche alors qu'elle progressait en direction du col Negrotto : les deux hommes qui la composent Alan Pennington et John Smolich, sont emportés. Le corps de Pennington est retrouvé plus tard dans la journée et enterré au Mémorial Gilkey, alors que la dépouille de John Smolich reste introuvable. L'expédition américaine décide d'abandonner l'ascension, alors que l'expédition italienne Quota 8000 décide de se replier sur l'ascension par la voie normale.

## Accident de l’expédition Barrard
Le 23 juin, l'expédition franco-internationale menée par Barrard atteint le sommet, elle est composée de : Maurice Barrard, sa femme Liliane, l'alpiniste polonaise Wanda Rutkiewicz et le journaliste et alpiniste français Michel Parmentier. Le même jour, les deux Basques atteignent également le sommet. Dans la descente, alors que les Basques redescendent rapidement au camp IV à 8 000 m, les autres décident de bivouaquer à 8 300 m d'altitude, où ils avaient passé la nuit précédente. Le temps se dégrade pendant la nuit, et le lendemain les deux groupes se rejoignent dans la descente ; le groupe international se séparera par la suite, Rutkiewicz et Parmentier passant devant, alors que les époux Barrard restaient en retrait. Les Barrard ne parviennent plus à trouver leur chemin et ne réussissent pas à descendre, alors que les autres, aidés par certains membres de l'expédition italienne parviennent à regagner le camp de base. Le corps de Liliane Barrard sera trouvé par la suite au pied de la montagne, alors que le corps de Maurice ne sera récupéré qu'en 1998.

## Succès italien et le premier accident des Polonais
Le 5 juillet, les Italiens et les Suisses atteignent le sommet, sans incident. Le 6 juillet, Diemberger et Tullis tentent à leur tour l'ascension finale, mais ils doivent renoncer. Ils parviennent néanmoins à rejoindre, eux aussi, le camp de base.
Le 8 juillet, les Polonais Jerzy Kukuczka et Tadeusz Piotrowski (en) atteignent le sommet, après avoir ouvert une nouvelle voie sur la face Sud, ils empruntent la voie normale pour redescendre. Sur le chemin du retour, ils bivouaquent à 8 300 m, au même endroit où s'étaient arrêtés les membres de l'expédition Barrard, et le 9 juillet ils redescendent au camp IV, où ils passent la journée, avant de reprendre la descente dans la matinée du 10 juillet. Un peu en dessous de l'épaule du K2, Piotrowski perd un crampon ; tentant de se maintenir en équilibre, il perd le second crampon et tombe dans le vide. Son corps n'a jamais été retrouvé.

## Mort de Renato Casarotto
Le 12 juillet, Renato Casarotto commence une tentative en solitaire sur Magic Line, maintenant un contact radio avec sa femme Goretta, restée au camp de base. Les conditions de l'ascension sont difficiles, en particulier en raison du mauvais temps ; le 16 juillet après avoir atteint les 8 300 m, Casarotto abandonne l'ascension et redescend.
Après être redescendu du mur de glace sans problème vers 19 h, et alors qu'il se trouvait tout en bas du glacier à seulement vingt minutes du camp de base, l'alpiniste est trahi par la rupture d'un pont de neige jugé sûr et sur lequel étaient passées sans problème toutes les expéditions. Il chute dans une crevasse profonde de 40 mètres : il parvient néanmoins à avertir sa femme, avec laquelle il établit un contact radio quelques minutes après sa chute. Une équipe de secours est mise sur pied, cette dernière parvient à atteindre la crevasse et à extraire le grimpeur mais ce dernier — grièvement blessé — décède peu de temps après avoir été remonté.
Son corps sera ensuite inhumé dans la même crevasse. En 2003, des alpinistes kazaks retrouvent le corps, transporté en aval par le mouvement du glacier et lui donnent une sépulture définitive dans le mémorial Gilkey.
Des extraits des conversations radio entre Casarotto et sa femme, ainsi que des images de la crevasse figurent dans le documentaire K2 - Sogno et destino, réalisé par Kurt Diemberger et Julie Tullis.

## Du 28 juillet au 12 août

### Départs
Dans les jours suivants, les expéditions restantes continuent à se préparer pour l'ascension vers le sommet, en particulier les Autrichiens et les Sud-Coréens, par la voie normale. Le mauvais temps qui règne alors continue cependant à empêcher toute tentative. Une grosse avalanche, qui se déclenche juste en dessous de l'« épaule » sur l'éperon des Abruzzes, endommage certains des camps intermédiaires : le matériel composant ces camps est retrouvé dans les débris de l'avalanche, au pied de la paroi.
Le 28 juillet, le temps commence à donner des signes d'amélioration, et les différentes expéditions encore présentes se préparent à sortir. Bien qu'elles empruntent la même voie, ces expéditions resteront toujours indépendantes les unes des autres.
Les membres de l'expédition britannique renoncent ; seuls le caméraman Jim Curran et le chef de l'expédition Alan Rouse restent, ces derniers veulent tenter de rejoindre le sommet avec le Polonais Dobrosława Miodowicz-Wolf, dit Mrówka (« la fourmi »). Les Autrichiens quant à eux se lancent à l'assaut du sommet avec une équipe de six personnes : Willi Bauer, Alfred Imitzer, Hannes Wieser, Mandi Ehrengruber, Siegfried Wasserbauer et Helmut Steinmassl. Steinmassl et Wasserbauer rentreront au camp de base le 29 juillet, alors qu'Ehrengruber redescend le 31 juillet du camp III.
Le 29 juillet, Kurt Diemberger et Julie Tullis quittent le camp de base. Le 30 juillet, ils sont rejoints par les membres de l'expédition sud-coréenne, composée de six alpinistes et de plusieurs porteurs Hunza, conduits par le sirdar Muhammad Ali.
Pendant ce temps, les Polonais progressent sur la Magic Line, leur équipe est — elle aussi — composée de six membres : Janusz Majer, Krystyna Palmowska, Anna Czerwinska, Wojciech Wróż, Przemislaw Piesecki et le Tchécoslovaque Petr Bozik.

### Approche et problème de la tente
Le 31 juillet, les membres des deux expéditions arrivent un peu en-dessous du camp III, où ils constatent les destructions causées par l'avalanche des jours précédents. Ils rencontrent Ehrengruber en train de redescendre ; ce dernier les informe que le camp III et le camp IV sont complètement détruits, à l'exception d'une tente coréenne demeurée intacte au camp III. Les porteurs Hunza refusent d'aller plus loin ; une discussion animée entre eux et les alpinistes sud-coréens s'ensuit, les porteurs finissent par accepter de continuer. Les Sud-Coréens atteignent le camp III, alors que Diemberger et Tullis restent en contrebas. Wieser redescend au camp II pour prendre des provisions, tandis que Bauer fait un pacte avec les Sud-Coréens. Ces derniers laisseraient aux Autrichiens la possibilité d'utiliser la tente restante pour le camp IV. Le 2 août, les Autrichiens atteignent le sommet, préparant la voie avec des cordes fournies par les Sud-Coréens, avant de redescendre au camp III, tandis que le même jour les Coréens rejoignent le camp IV, occupant la tente la nuit avant de tenter la montée vers le sommet le 3 août.
Le 1er août, les Autrichiens partent pour le camp IV, alors que Diemberger et Tullis atteignent le camp III où ils retrouvent les Sud-Coréens en train de se préparer pour l'ascension des jours suivants. Pendant la journée, les deux expéditions sont rejointes par le duo Rouse-Wolf, parti plus tard.
Le 2 août, les porteurs Hunza commencent à redescendre, après avoir atteint le camp IV, en compagnie des alpinistes autrichiens. Le 4 août, le sirdar Muhammad Ali est touché par une chute de pierre qui a lieu un peu en-dessous du camp I, et il meurt sur le coup.
Le 2 août toujours, les Autrichiens se lancent à l'assaut du sommet, tandis que les trois autres expéditions passent du camp III au camp IV. Il y a désormais au camp IV trois tentes : la tente sud-coréenne (trois places), celle de Diemberger-Tullis (deux places) et celle de Rouse-Wolf (deux places). Les Autrichiens renoncent à atteindre le sommet et, vers 8 300 m d'altitude, ils font demi-tour. Ils retournent au camp IV, non pas avec l'intention de redescendre, mais avec la volonté de s'y reposer et de retenter l'ascension finale le lendemain, malgré la forte opposition des Sud-Coréens. Les alpinistes doivent mettre en place une organisation de fortune, dans des tentes surpeuplées : deux des Autrichiens, Bauer et Wieser dormiront avec les Sud-Coréens ; le troisième, Imitzer, avec Rouse et Wolf. Dans ces conditions, les alpinistes ne parviennent pas à se reposer pendant la nuit, et le lendemain ils sont plus fatigués encore que la veille. Les Sud-Coréens, habitués à une organisation très stricte et disposant d'oxygène supplémentaire, partent eux aussi le 3 août, bien qu'avec un peu de retard sur la feuille de route, tandis que les deux paires Diemberger-Tullis et Rouse-Wolf renoncent à sortir.

### Sommet
Le 3 août à 16 h 15, les Sud-Coréens atteignent le sommet et rentrent au camp IV sans problème. Un des alpinistes — exténué — décide cependant de s'arrêter et de bivouaquer sur la voie, abrité derrière un bloc de glace. À 18 h, le sommet est atteint par trois membres de l'expédition polonaise — Piesecki, Wroz et Bozik — qui réussissent à terminer la Magic Line ; cependant, ils ne veulent pas se risquer à redescendre par la même voie et rentrent au camp IV par la voie normale. Pendant la descente, Wojciech Wróż tombe d'une corde fixe sur le Bottleneck, probablement en raison de l'absence d'un nœud de sécurité sur la partie inférieure de la corde, et disparaît. Ses deux compagnons de cordée, sous le choc, arrivent au camp vers 2 h du matin le lendemain. Au camp IV se trouvent onze personnes : les trois Autrichiens et les deux Sud-Coréens partageant une tente ; Diemberger et Tullis sont dans la leur ; alors que Wolf partage sa tente avec Piesecki et Bozik, tandis que Rouse préfère passer la nuit dans un abri creusé dans la neige.
Le 4 août, les Sud-Coréens, après avoir retrouvé leur compagnon resté bivouaquer en plein air, redescendent en compagnie de Piesecki et Bozik, pendant que les autres partent en direction du sommet. Le temps, parfaitement dégagé la veille au soir, commence à se dégrader. Les premiers à se mettre en marche sont Rouse et Wolf : le premier est en bonne forme alors que le second semble fatigué. Ils sont suivis par Alfred Imitzer. Partent ensuite Diemberger et Tullis, puis Bauer et Wieserc : toutefois, ce dernier renonce presque immédiatement, en raison d'un gant humide, et retourne au camp, pendant que Bauer poursuit, dépassant Diemberger et Tullis, puis Wolf, qui semble s'être endormie dans la neige. Diemberger et Tullis rejoignent Wolf, visiblement épuisée, qui tente de poursuivre l'ascension avec eux avant d'être à nouveau distancée. À 100 m du sommet, les Autrichiens rejoignent Rouse, qui avait ouvert la voie jusqu'alors, et ils lui donnent le change. À 15 h 15, Rouse, Imitzer et Bauer atteignent le sommet. Vers 8 500 m d'altitude, Wolf cède définitivement ; Diemberger et Tullis croisent les trois alpinistes redescendant du sommet, ces derniers tentent de les convaincre de renoncer. Ils continuent néanmoins et atteignent le sommet vers 17 h 30, alors que le temps continue à se détériorer.
Le même jour, les trois Polonais restés sur la Magic Line (Majer, Palmowska et Czerwinska) font demi-tour le long de la même voie, sans avoir atteint le sommet. Malgré des conditions météorologiques défavorables, les trois parviennent à atteindre le camp de base le 8 août, sans trop de difficultés.
Rouse, Wolf, Imitzer et Bauer rentrent au camp IV, eux aussi sans encombre. Diemberger et Tullis entament la descente, lorsque soudainement Tullis chute, entrainant avec elle Diemberger. Après une chute de plusieurs centaines de mètres, les deux parviennent à s'arrêter. Ils se trouvent alors loin de tout parcours connu, désormais dans l'obscurité et sans lumière (la lampe frontale ne fonctionnant pas), et ils doivent improviser un bivouac à 8 400 m ; le lendemain matin Julie Tullis montre des signes de gelures à la pointe du nez et de certains doigts, ainsi que des problèmes de vue. Le 5 août, malgré un épais brouillard, ils parviennent à retrouver la voie normale, et à rejoindre le camp IV, où Diemberger trouve refuge dans une tente, alors que Tullis est hébergée et soignée par les Autrichiens, avant de rejoindre sa tente dans la soirée. Pendant ce temps, le temps se détériore encore et la tempête fait rage, empêchant les différents groupes de descendre.

### Bloqués par la tempête
Le 6 août, Julie Tullis se plaint toujours de problèmes de vue. Dans la journée l'entrée de la tente de Diemberger-Tullis se révèle trop vulnérable à l'accumulation de neige, et les deux doivent l'abandonner ; Diemberger est accueilli par Wolf et Rouse, alors que Tullis rejoint les Autrichiens.
Le 7 août, les conditions météorologiques s'améliorent temporairement. Le camp IV reste dans le brouillard, mais en-dessous, la montagne semble avoir été libérée par les nuages. Les alpinistes ne disposent cependant pas de matériel radio pour établir une liaison avec le camp de base, ils ne sont donc pas au courant de l'amélioration. Dans la journée, Tullis rend visite à Diemberger dans la tente de Rouse et Wolf, elle se plaint toujours de problèmes de vue ; Alan Rouse commence à montrer des signes d'épuisement.
Dans la soirée du 7 août, Julie Tullis décède,. Le lendemain, son corps est transporté par Bauer dans la tente qu'elle avait abandonnée le 6 août. Les 8 et 9 août, le temps ne donne pas de signe d'améliorations, la condition physique d'Alan Rouse continue à se dégrader. Le 9 août l'alpiniste britannique est pratiquement inconscient.

### Descente
Le 10 août, la tempête se calme, bien que la paroi surplombant le camp continue à être enveloppée dans des nuages. Les grimpeurs, épuisés, décident de tenter la descente. Alan Rouse, cependant, est maintenant inconscient et n'est absolument pas en mesure de se déplacer, ses compagnons sont forcés de le laisser derrière eux. L'alpiniste mourra probablement le jour même. Imitzer et Wieser sont épuisés eux aussi et ne voulaient pas quitter la tente, mais Bauer réussit à les faire sortir. Après avoir parcouru cent mètres depuis le camp, les deux hommes s'effondrent, incapables désormais d'aller plus loin ; Imitzer meurt immédiatement, alors que Wieser, en proie au délire, mourra probablement plus tard dans la journée. Bauer, Diemberger et Wolf poursuivent la descente à travers les nuages et les rafales de vent. Ils atteignent le jour-même le camp III, qu'ils trouvent dévasté et continuent en direction du camp II, avec Bauer en tête, suivi par Wolf et Diemberger. Sur les cordes fixes entre les deux camps, Diemberger dépasse Wolf, retardée par la technique de descente utilisée, et rejoint Bauer au camp II. Les deux hommes attendront Wolf jusqu'à la mi-journée le 11 août, mais celle-ci n'arrivera jamais au camp.  
Willi Bauer décide de redescendre le plus rapidement possible au camp de base, pour organiser une équipe de secours et tenter de sauver Wolf ; Diemberger descend quant à lui plus lentement. Bauer atteint le camp de base dans la journée du 11 août ; l'équipe de secours croise Diemberger à la base de la paroi, vers minuit. Les recherches de Wolf se révèleront infructueuses. Bauer et Diemberger souffrent de graves gelures et sont évacués du camp de base par hélicoptère le 16 août.
Le corps de Mrówka Wolf sera retrouvé en 1987 sur une corde fixe par une expédition japonaise, debout appuyé contre la paroi ; la cause précise de la mort ne sera jamais élucidée[18].

## Liste des morts
| Nom                       | Nationalité | Date       | Cause du décès                                                                                           |
| ------------------------- | ----------- | ---------- | --- |
| John Smolich              | États-Unis  | 21 juin    | Avalanche                                                                                                |
| Alan Pennington           | États-Unis  | 21 juin    | Avalanche                                                                                                |
| Maurice Barrard           | France      | 24 juin    | Disparus pendant la descente                                                                             |
| Liliane Barrard           | France      | 24 juin    | Disparus pendant la descente                                                                             |
| Tadeusz Piotrowski (en)   | Pologne     | 10 juillet | Chute |
| Renato Casarotto          | Italie      | 16 juillet | Chute dans une crevasse                                                                                  |
| Wojciech Wróż             | Pologne     | 3–4 août   | Chute pendant la descente                                                                                |
| Muhammed Ali              | Pakistan    | 4 août     | Chute de pierres                                                                                         |
| Julie Tullis              | Royaume-Uni | 6–7 août   | Causes exactes inconnues : œdème, gelures, épuisement (mort blanche) sont les causes les plus probables. |
| Alan Rouse                | Royaume-Uni | 10 août    | Causes exactes inconnues : œdème, gelures, épuisement (mort blanche) sont les causes les plus probables. |
| Hannes Wieser             | Autriche    | 10 août    | Causes exactes inconnues : œdème, gelures, épuisement (mort blanche) sont les causes les plus probables. |
| Alfred Imitzer            | Autriche    | 10 août    | Causes exactes inconnues : œdème, gelures, épuisement (mort blanche) sont les causes les plus probables. |
| Dobrosława Miodowicz-Wolf | Pologne     | 10 août    | Causes exactes inconnues : œdème, gelures, épuisement (mort blanche) sont les causes les plus probables. |

### Sources et bibliographie
- (en) Jim Curran, K2 : Triumph and Tragedy, Grafton, 1989 (ISBN 0-586-20569-1)
- Kurt Diemberger, K2 un défi aux confins du ciel, chapitre « 1986, l'été noir », p. 100-105, 1995, Librairie Gründ, Paris  (ISBN 2-7000-5458-X)
- (en) Kurt Diemberger, « K2. The endless knot », The Kurt Diemberger Omnibus, Baton Wicks Publications,‎ 1998 (ISBN 978-1-898573-26-5)
- (it) Kurt Diemberger, K2. Il nodo infinito. Sogno et destino, Corbaccio, 2008, 277 p. (ISBN 978-88-7972-442-5)